# Yoruba (peuple)
Cet article concerne le peuple Yoruba. Pour la langue, voir Yoruba (langue). Pour la religion, voir Yoruba (religion).

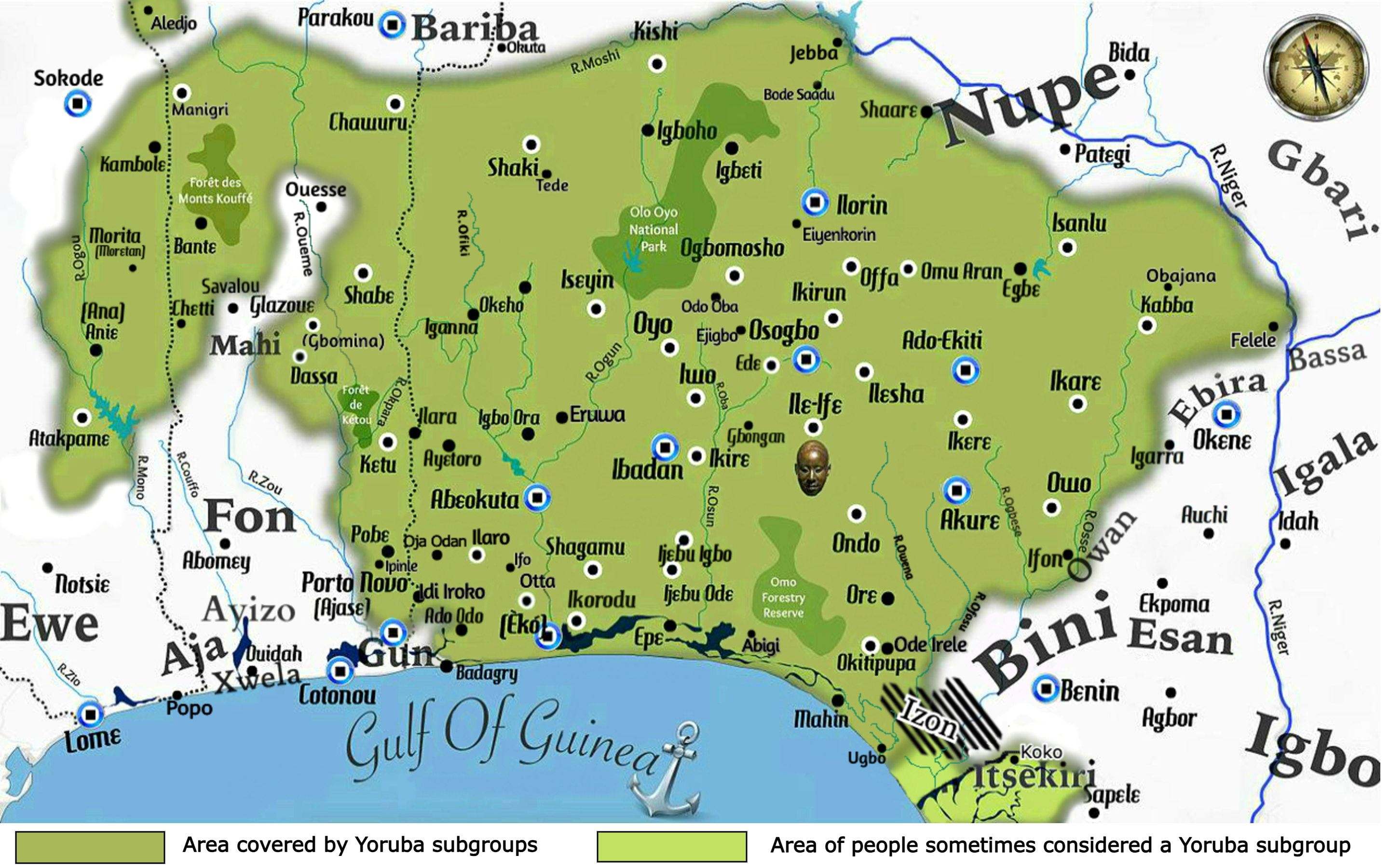
Aire culturelle yoruba

Les Yorubas ou Yoroubas (Yorùbá) sont des habitants de l'Afrique de l'Ouest, locuteurs du yoruba, surtout présents au Nigeria, sur la rive droite du fleuve Niger, mais également au Bénin, au Ghana, au Togo, au Burkina Faso et en Côte d'Ivoire où ils sont appelés Anango. 
Le terme «Yoruba» n'est pas utilisé par ces locuteurs pour désigner cet ensemble, la langue ne connaissant pas d'endonyme.

## Ethnonyme

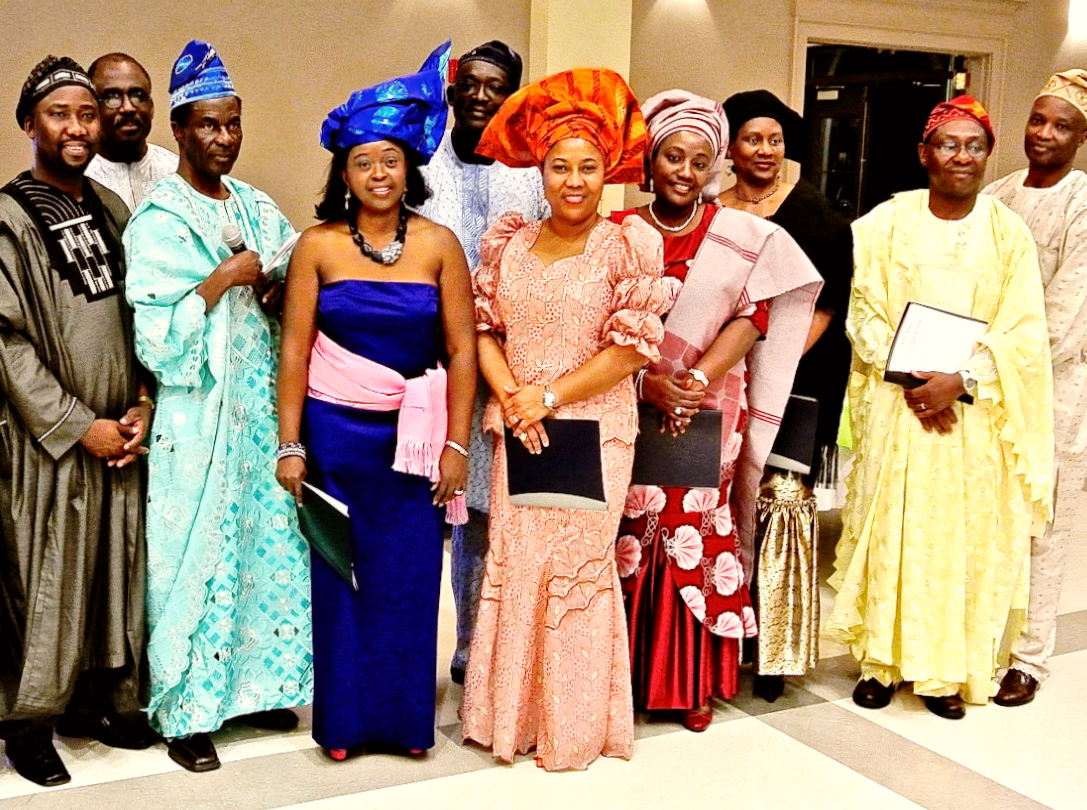
Groupe de Yoruba dans la fonction publique.

Le mot Yorouba apparaît, au début du XVIe siècle, dans un texte d'Ahmed Baba et désigne l'empire d'Oyo. C'est un exonyme qui, dans les langues  haoussa et fulfuldé,
signifie "rusés".
Plus qu'un hommage à la diplomatie d'Oyo, il s'agit peut-être d'une allusion à la ruse honorée en la divinité Eshu.
Son intégration au lexique yorouba pour désigner les descendants du mythique Oduduwa habitant les seize cités-États et leurs multiples subdivisions, qui reconnaissent pour métropole Ifé et partagent la langue de la chancellerie de l'alaafin, date de la fin du XIXe siècle. Ce choix lexical est le fait de l'esclave yorouba devenu évêque anglican Samuel Ajayi Crowther, premier traducteur de la Bible. Le morcellement politique des Yorouba n'a pas laissé d'endonyme propre à la langue yorouba.

## Histoire

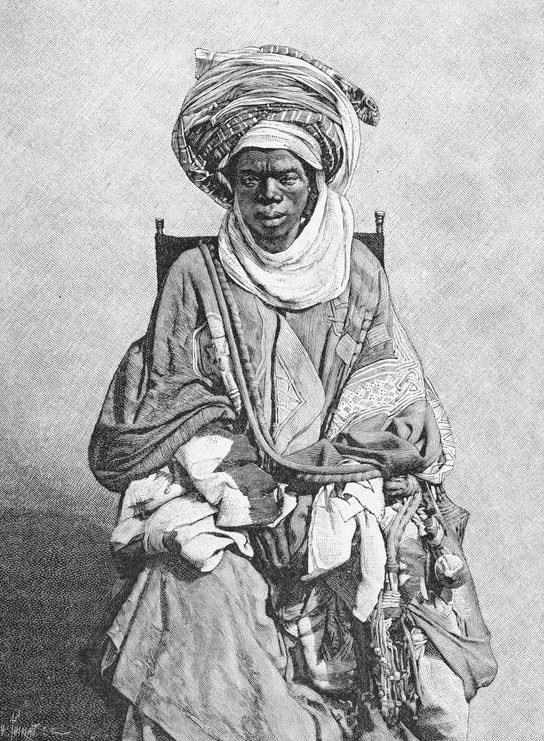
Un marchand yoruba musulman (1890-93).

À la différence de bien d'autres peuples d'Afrique noire, les Yorubas élaborent très tôt une civilisation urbaine. Lors de son expédition dans la région en 1826, l'explorateur écossais Hugh Clapperton dénombre des dizaines de cités florissantes pour le seul empire d'Oyo. Selon son témoignage, plusieurs villes yorubas ont alors une population supérieure à 20 000 habitants.
Les Yorubas ont payé un lourd tribut aux traites négrières, c'est pourquoi on trouve une importante diaspora outre-Atlantique (États-Unis, Cuba, Brésil…).

## Population
Compte tenu de l'explosion démographique dans cette sous-région et de l'existence d'une importante diaspora, le nombre de Yorubas est difficile à chiffrer avec précision. Lors d’un colloque organisé en 1971, le Pr Wande Abimbola avançait les chiffres suivants : 14 millions de Yorubas, dont 13 au Nigeria et 0,5 million au Dahomey (sur une population de 2 millions). En 1993, selon d'autres sources, le nombre total de Yorubas se serait élevé à 19 327 000, dont 18 850 000 au Nigeria. D'après des chiffres de juillet 2008, sur une population totale estimée à 146 255 323, les Yorubas du Nigeria représenteraient 21 %. Le nombre de Yorubas pourrait donc aujourd'hui dépasser les 30 millions.
Le pays yoruba compterait un nombre supérieur à la moyenne mondiale de naissances de jumeaux. Les estimations font état de 45 à 50 jumeaux pour 1 000 naissances vivantes dans la région, contre 33 pour 1 000 aux États-Unis. La ville de Igbo-Ora s’est notamment auto-désignée « capitale mondiale des jumeaux ».

## Langue
La majorité de cette ethnie parle la langue yoruba.

## Personnalités
Le président de la République du Nigeria Bola Asiwaju Tinubu, son prédécesseur Olusegun Obasanjo, l'ancien président de la République du Bénin Yayi Boni, les écrivains Wole Soyinka et Félix Couchoro, l'historienne Bolanle Awe, les chanteurs Wally Badarou, Dele Sosimi, King Sunny Adé, Fela Kuti, Ayinde Barrister (en), le rappeur 21 Savage, Sade Adu, Keziah Jones, l'évêque anglican Peter Akinola, l'actrice Abiodun Duro-Ladipo, la créatrice de tissus Nike Davies-Okundaye, l'universitaire Adenike Osofisan, les membres du groupe Ibeyi (qui signifie « jumeaux » en yoruba), le rappeur américain Nas, des acteurs ou actrices telle Aderounmu Adejumoke ainsi que la parlementaire britannique Kemi Badenoch sont d'origine yoruba.
Des personnalités légendaires sont également associées au peuple Yoruba, telles l'empereur Oduduwa, ou encore la reine Moremi Ajasoro.
Ooni Lúwo Gbàgìdá est la 21e Ooni d'Ifè et la seule femme souveraine traditionnelle suprême d'Ile Ifè, le foyer ancestral des Yoruba au Xe siècle,,,.

## Culture

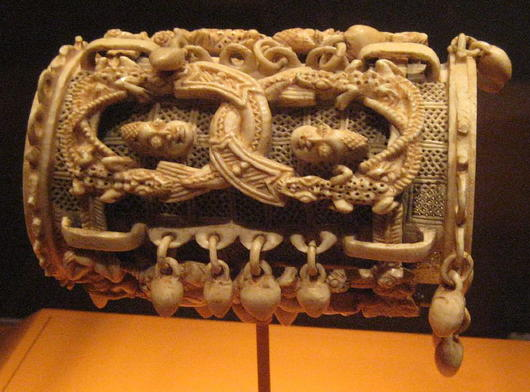
Bracelet en ivoire.
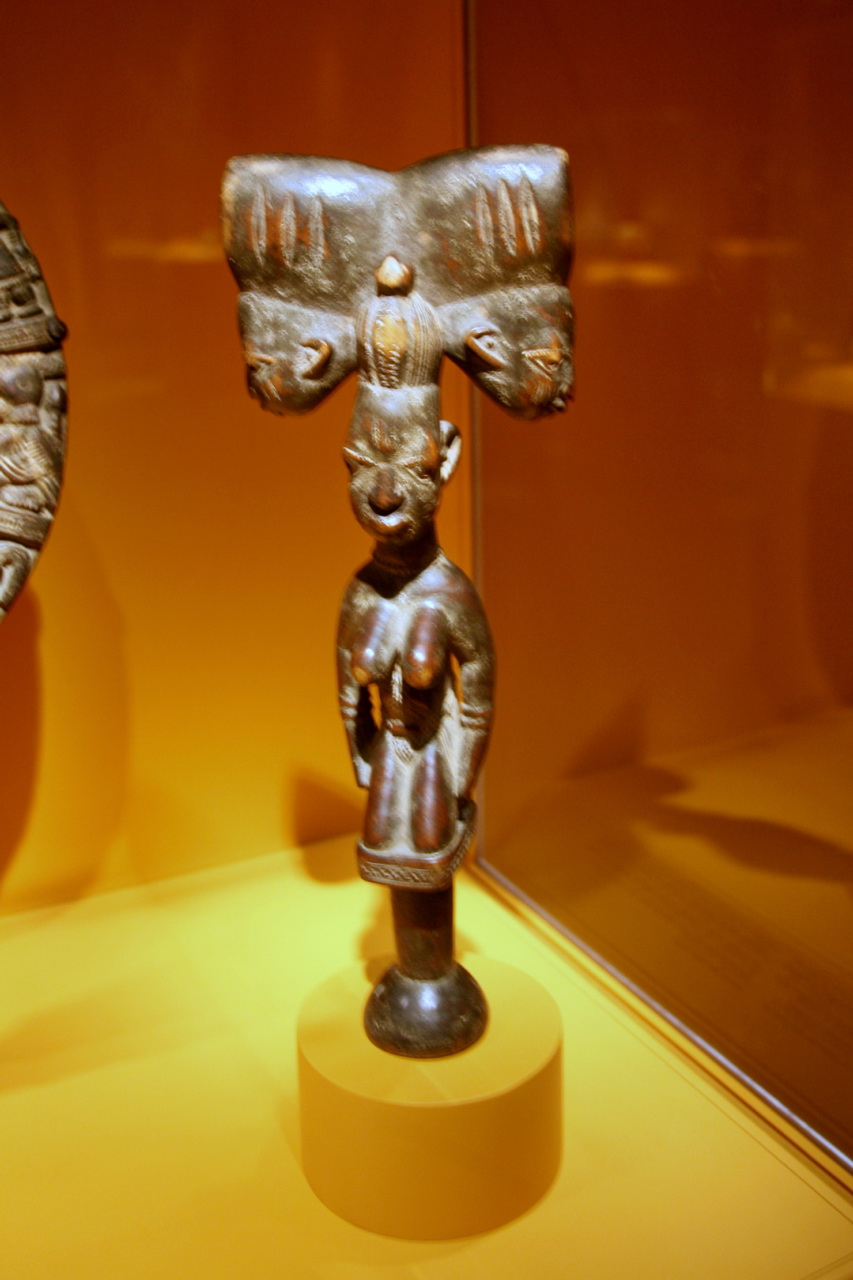
Shango, le dieu de la foudre.
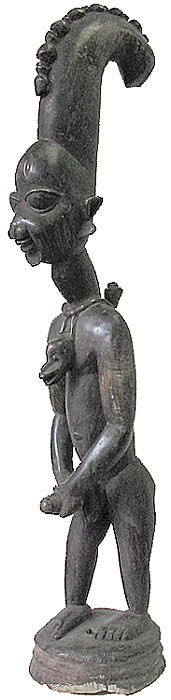
Le dieu Eshu-Elegbara.
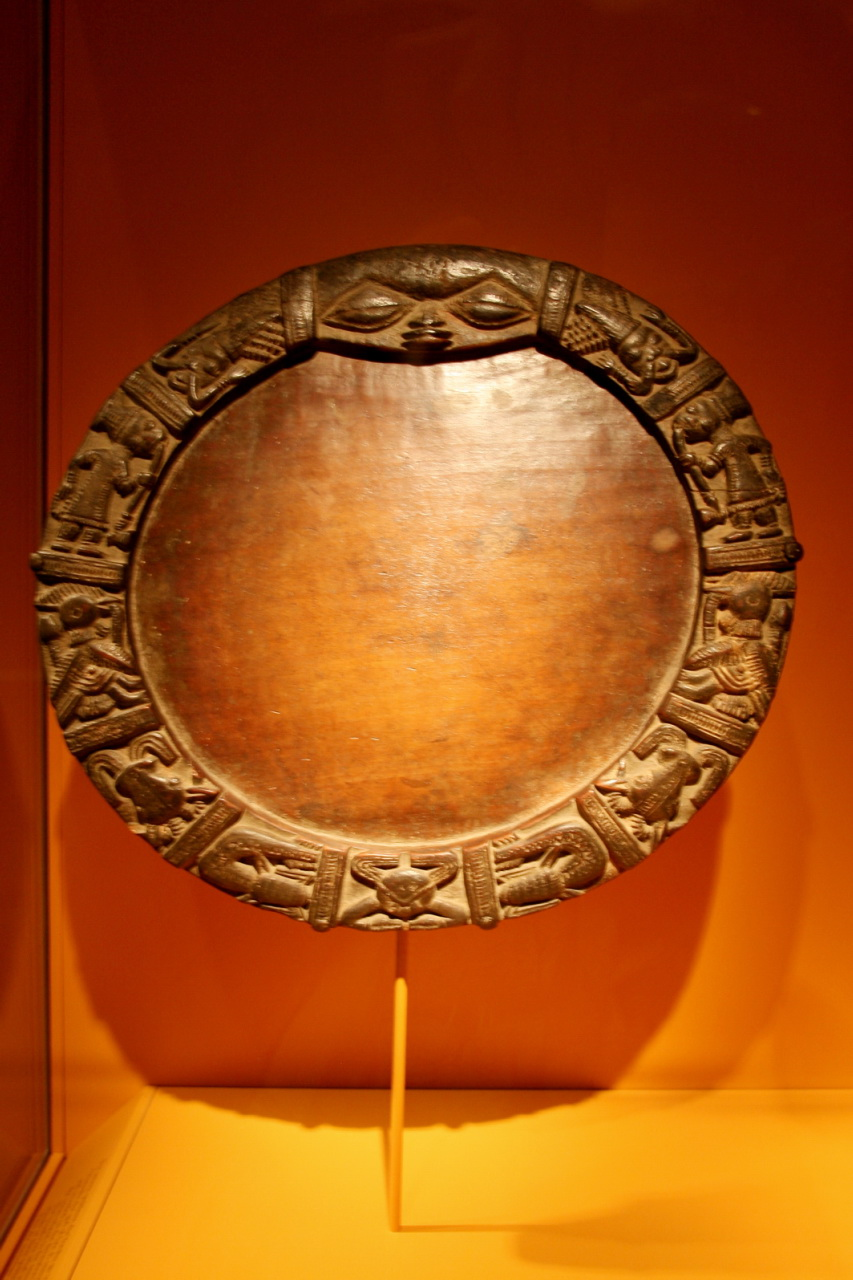
Plateau de divination.
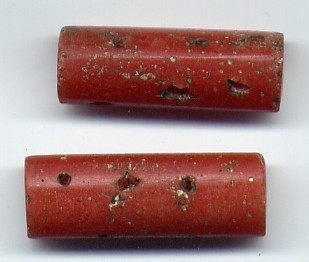
Perles Ateyun.
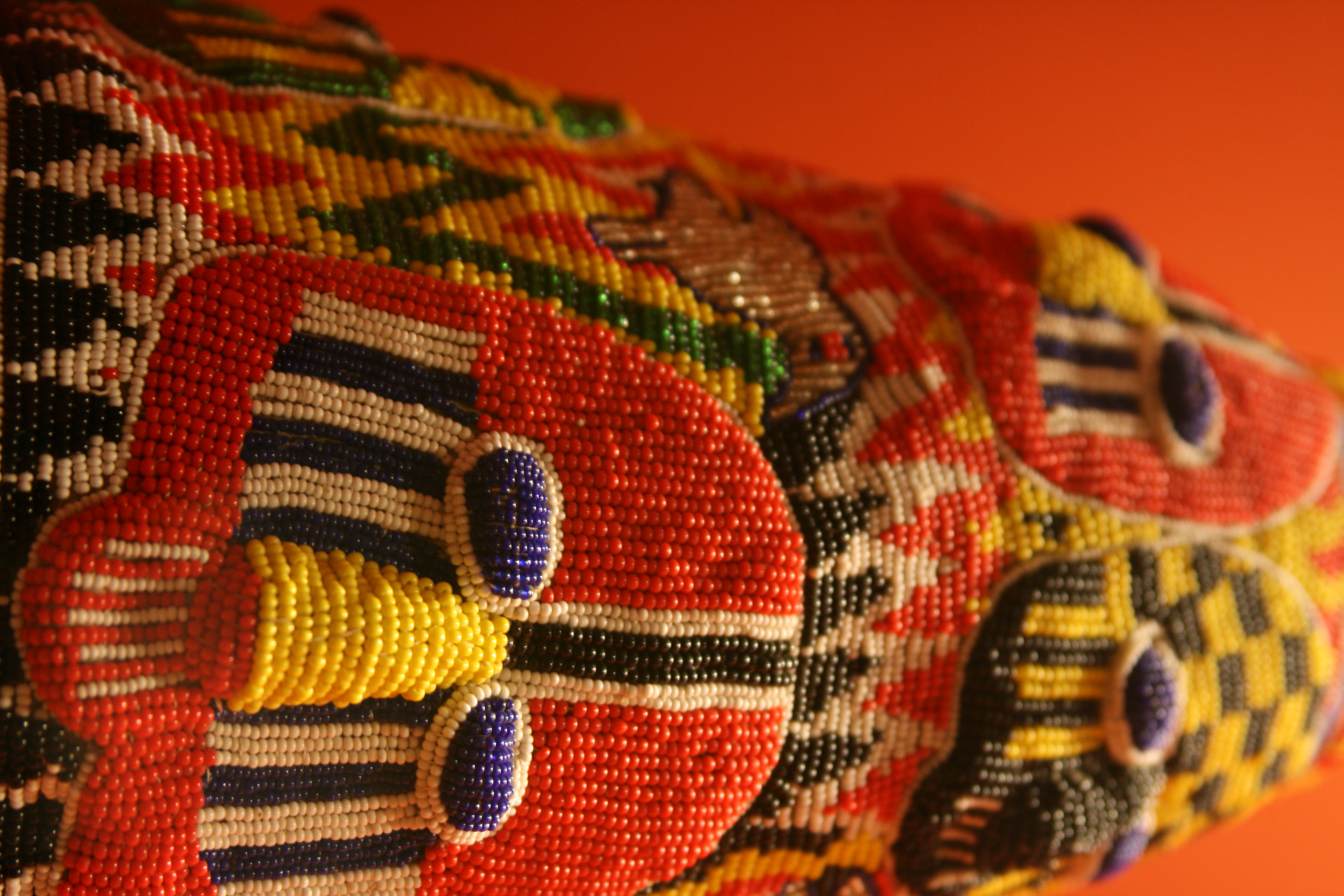
Couronne de perles.
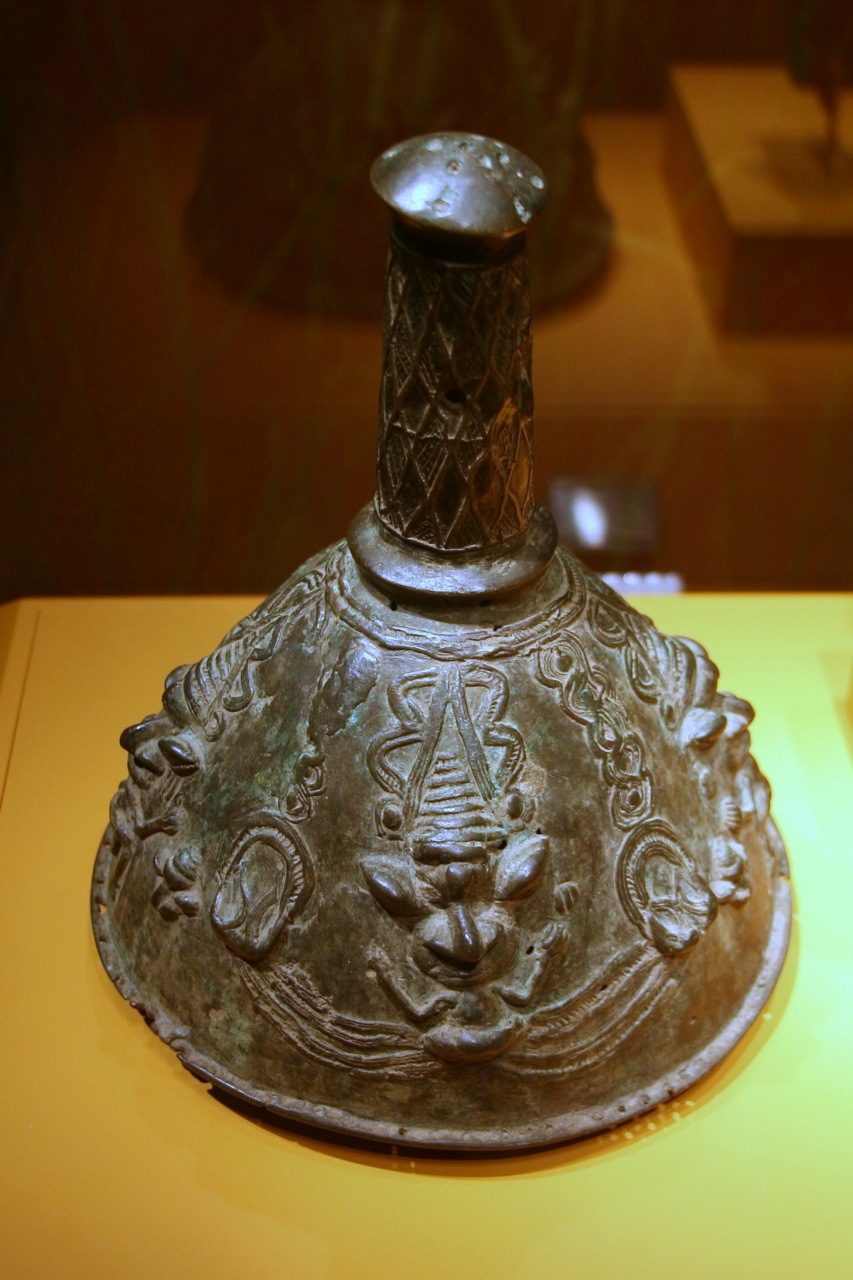
Couronne en alliage de cuivre.
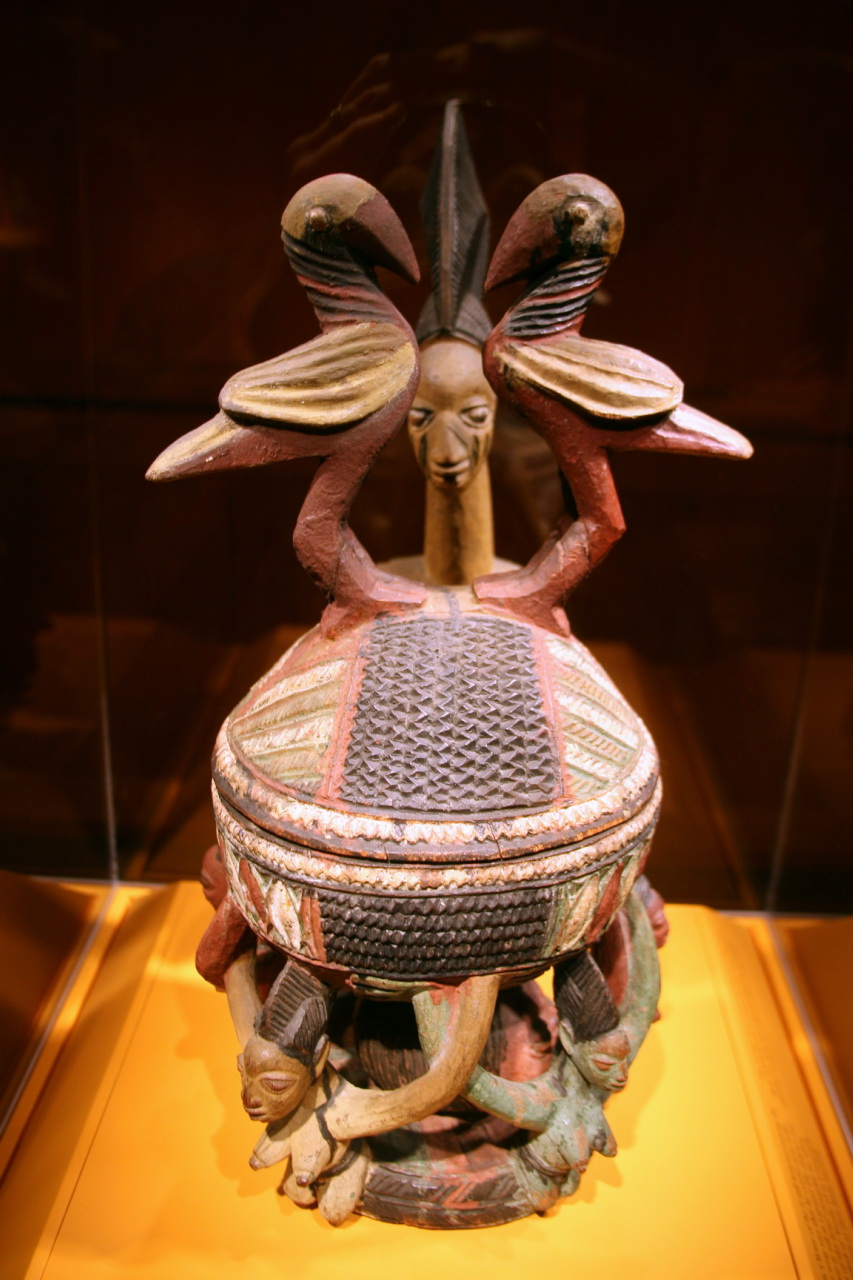
Coupe en bois sculpté.
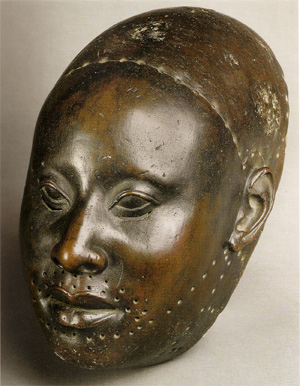
Tête en bronze en provenance d'Ife (XIIe siècle).
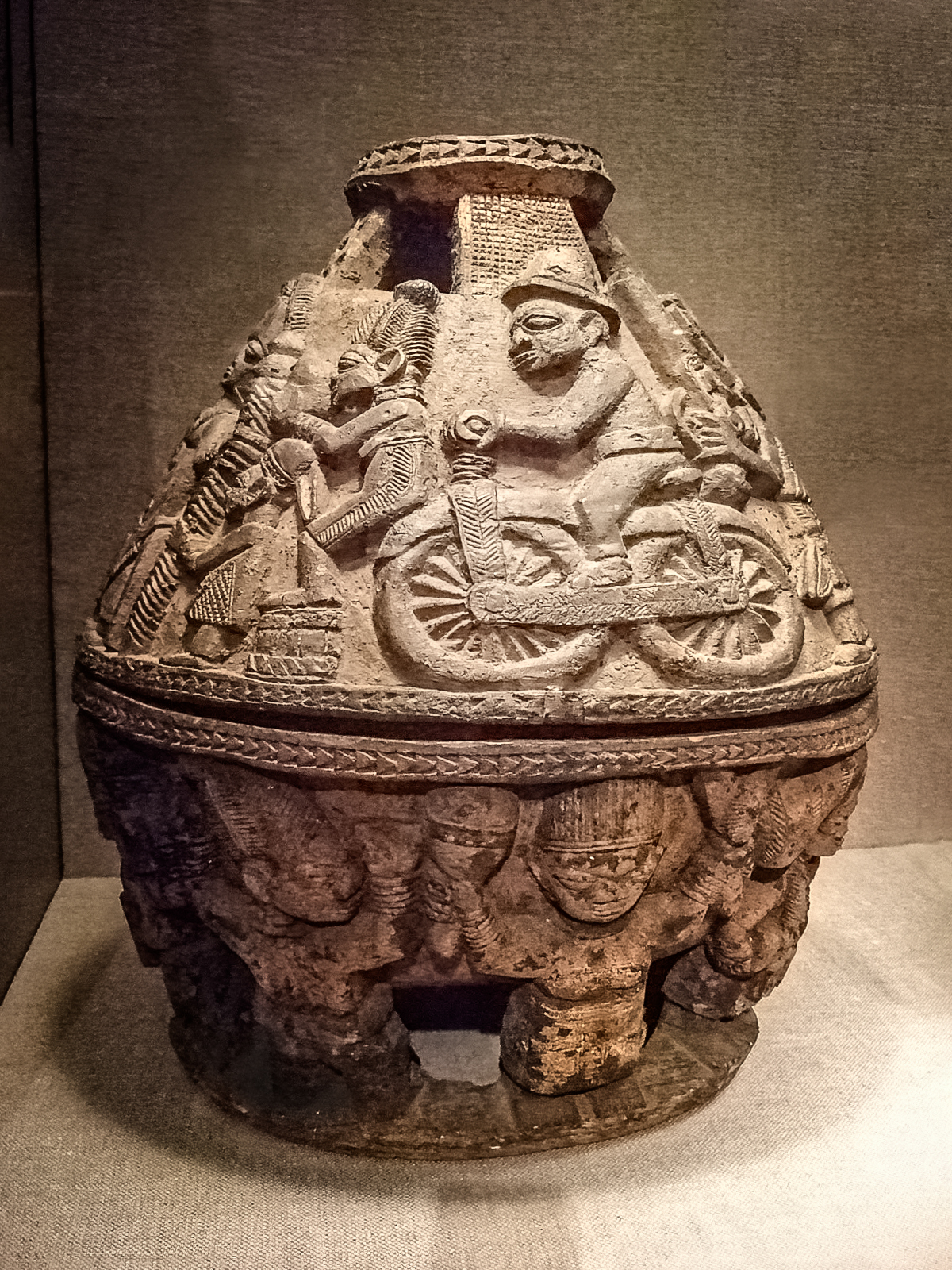
Bol de rituel Yoruba
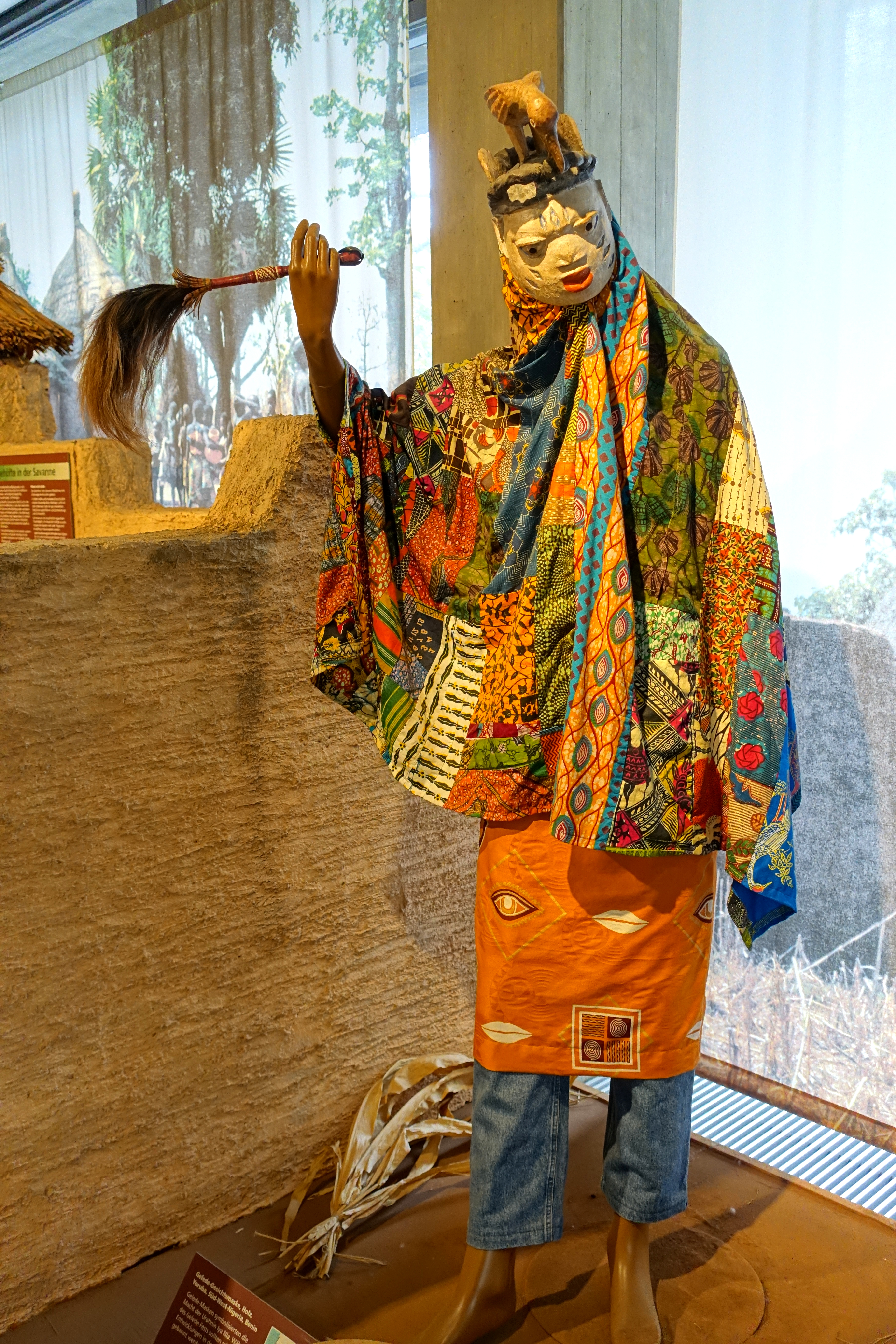
Masque Guèlèdè du Bénin et du Nigéria
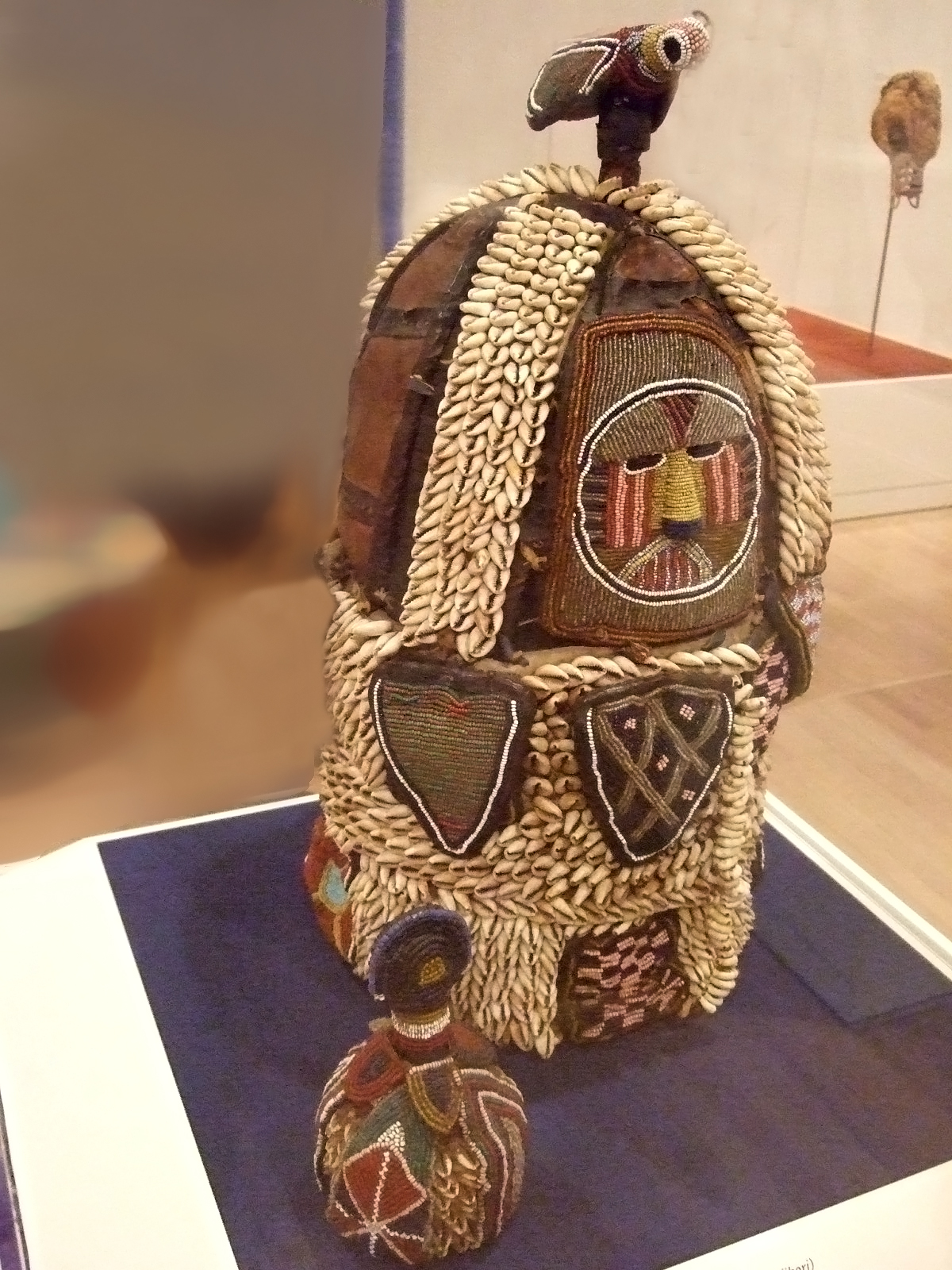
Symbole de la tête intérieure
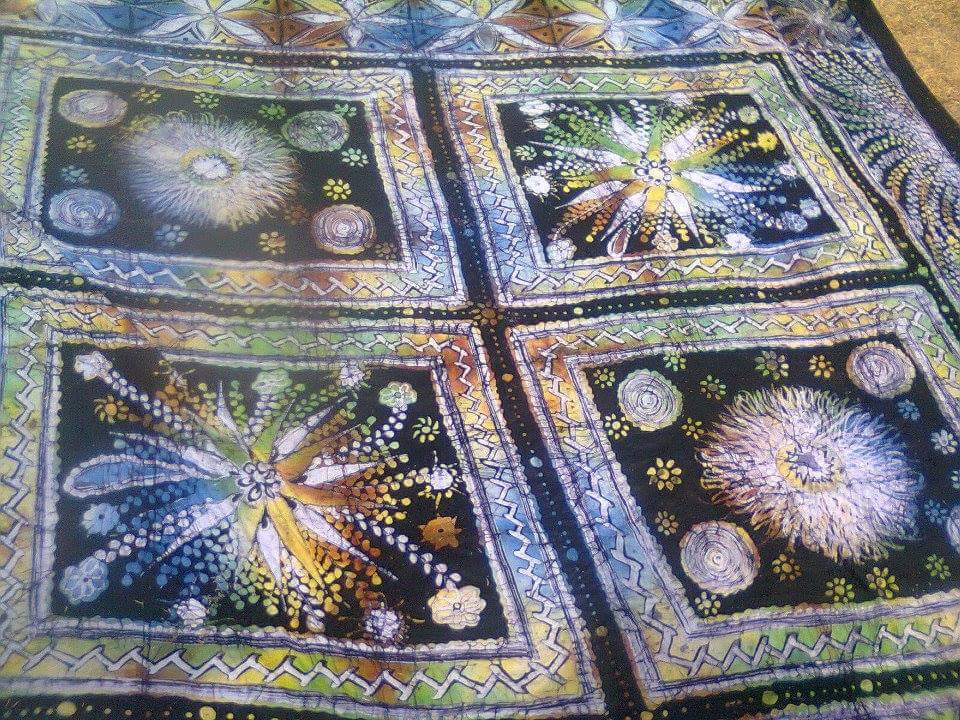
Tapisserie traditionnelle adire
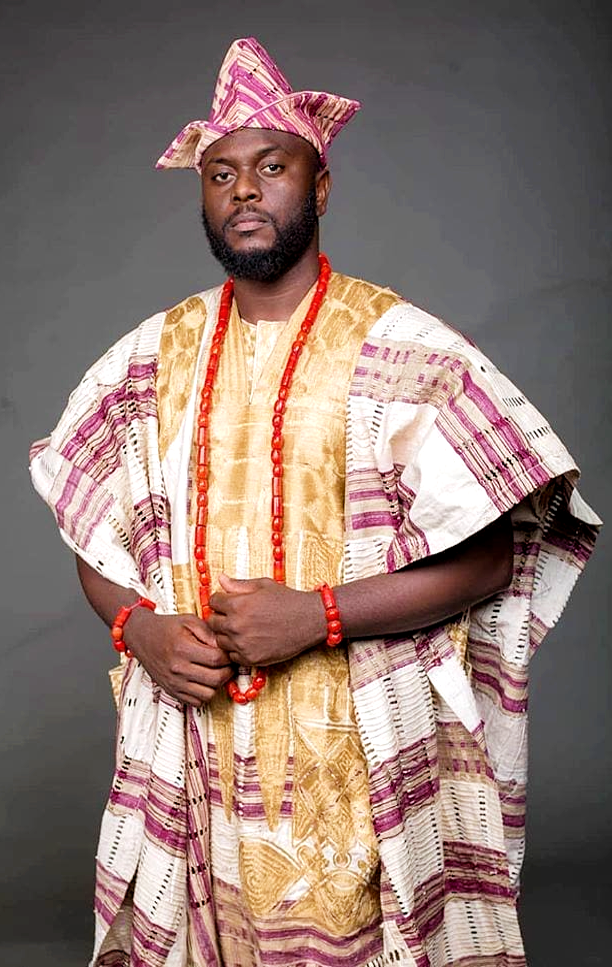
Costume traditionnel agbada (ici Agbádá àti Fìlà)
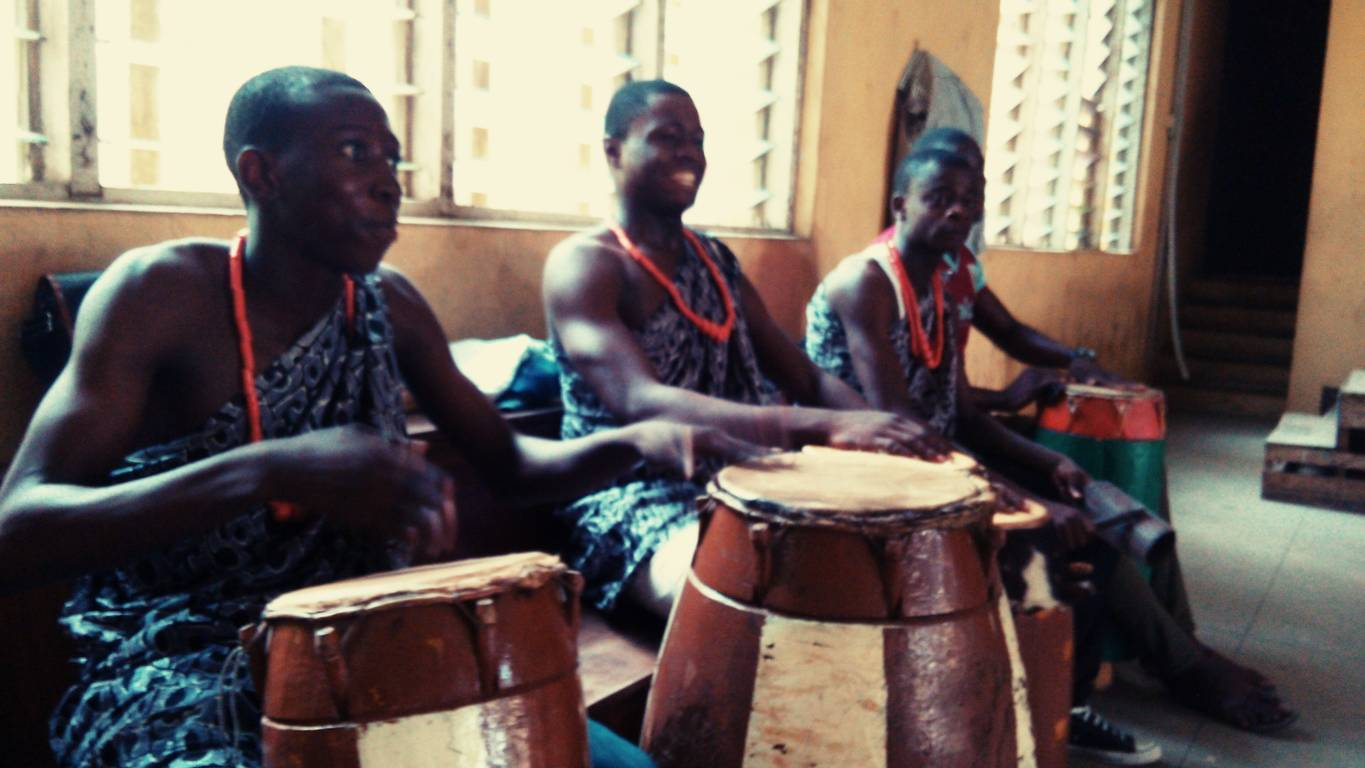
Tambours gbedu

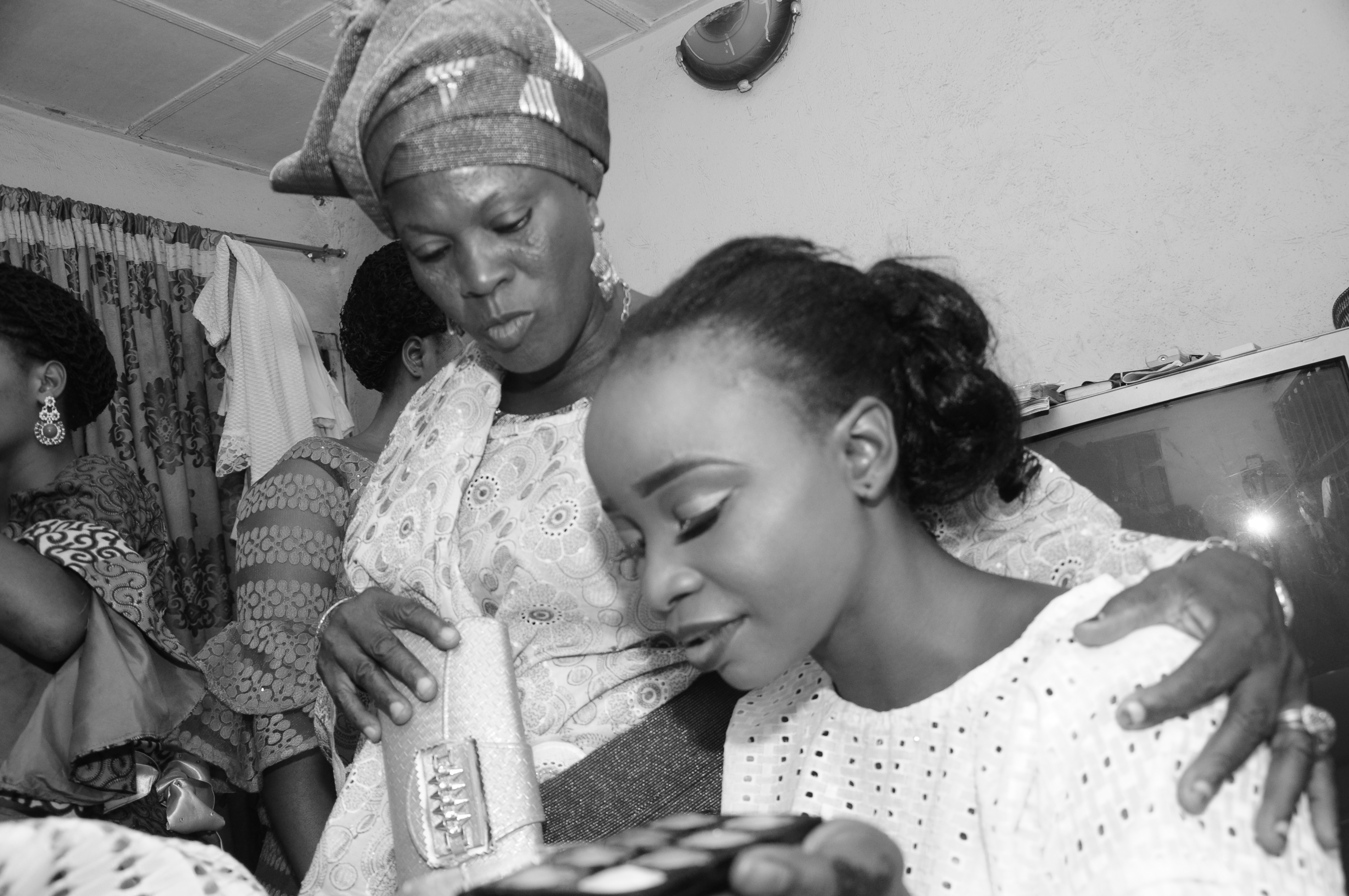
Le jour de la mariée
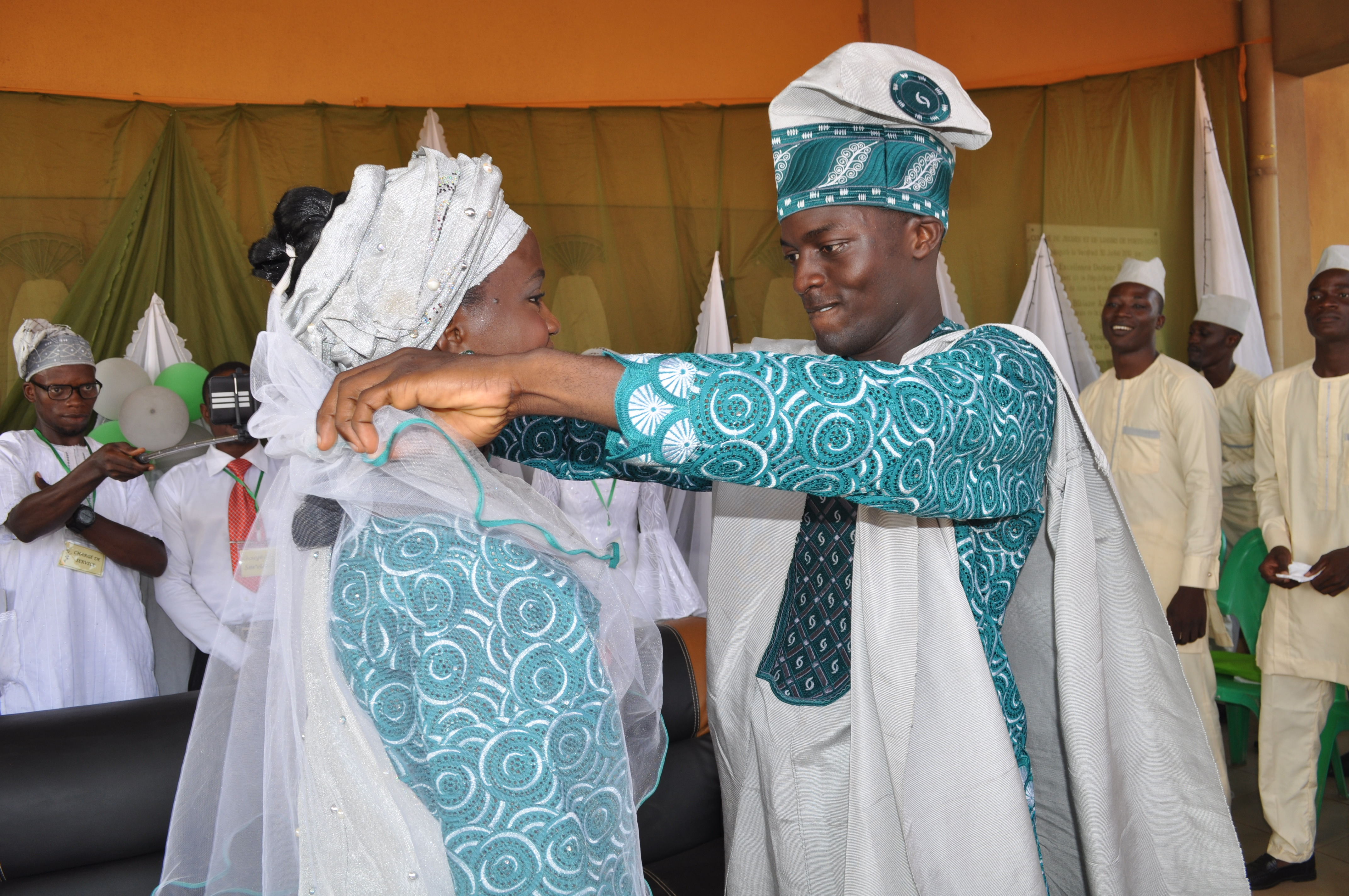
Découverte de la mariée
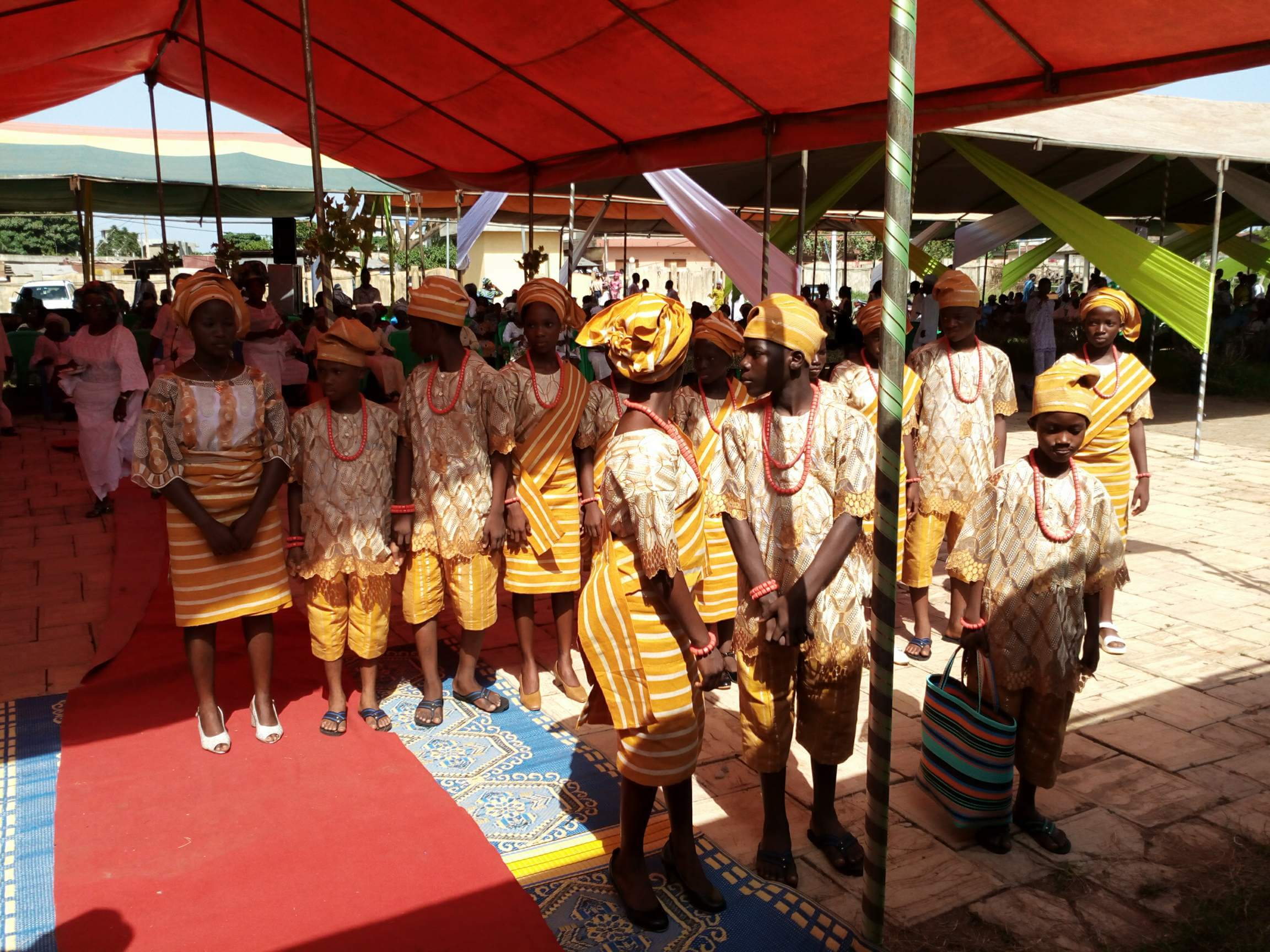
Représentation lors d'une cérémonie de mariage traditionnel

### Discographie
- (fr) Ade Olumoko and African spirit, Musique apala du peuple yoruba, Buda Musique, Paris, 1 CD (56 min 35 s) + 1 brochure (27 p.).
- Yoruba du Bénin : Sakara & Gèlèdé (enregistrements collectés par Charles Duvelle), Collection Prophet, vol. 26, Universal Division Mercury, Antony, 2002, 59 min 10 s.
- (en) Drums of the Yoruba of Nigeria (introduction et notes de William Bascom), Smithsonian Folkways Recordings, 1953, 1 CD (49 min 18 s) + 1 brochure (6 p.).
- (en) Dundun ensemble, The Bata drums, Yoruba drums from Benin, West Africa (compilation et commentaries de Marcos Branda Lacerda), Smithsonian Folkways Recordings, 1996 enregistrement 1987), 1 CD (70 min 01 s) + 1 brochure (28 p.).

### Filmographie
- Ola Balogun, Ajani Ogun, 1975, 120 min (fiction).
- Ndiagne Adechoubou, Manuel Mendive ou l'esprit pictural yoruba, Bénin, 1987, 13 min.
- Pierre Guicheney, La Dame d’Osogbo, France-Nigéria, 2007, 77 min.
- Pierre Guicheney, Osun Osogbo, la forêt et l'art sacrés des Yoruba, France, 2008, 52 min.